# Mers El Kheir
Pour les articles homonymes, voir Kheir.
Mers El Kheir est une commune rurale de la préfecture de Skhirate-Témara, dans la région Rabat-Salé-Kénitra, au Maroc. Elle comprend un centre urbain — une ville définie comme telle dans le cadre du recensement, mais non administrativement — du même nom.

## Démographie
La commune a connu, de 1994 à 2004, une hausse de population, passant de 6 665 à 14 488 habitants.
Selon le dernier recensement général de la population et de l'habitat (le RGPH) effectué par le Haut-Commissariat au Plan en 2014 le nombre total d'habitants de la commune de Mers El Kheir était de 20.617 Habitants, soit une densité de 13,29 Hab/Ha et un taux de croissance de la population de 4,23% entre 2004 et 2014 .